# Сурганы
Сурганы (укр. Сургани) — село в Приютовской поселковой общине Александрийского района Кировоградской области Украины.
Население по переписи 2001 года составляло 133 человека. Почтовый индекс — 28000. Телефонный код — 5235. Код КОАТУУ — 3520380805.